# باري كروكر
باري كروكر (بالإنجليزية: Barry Crocker)‏ هو كاتب سير ذاتية ومغني وممثل أسترالي، ولد في 4 نوفمبر 1935 في غيلونغ في أستراليا.

## وصلات خارجية
- باري كروكر على موقع IMDb (الإنجليزية)
- باري كروكر على موقع ميوزك برينز (الإنجليزية)
- باري كروكر على موقع ديسكوغز (الإنجليزية)
- باري كروكر على موقع قاعدة بيانات الفيلم (الإنجليزية)